# 解放左翼
解放左翼（德語：Emanzipatorische Linke，缩写为Ema.Li）是德国左翼党的一个派系。该派系起源于民主社会主义党，并于2009年5月23日正式成为左翼党的一个派系。该派系持左翼自由主义、激进和解放主义的立场。该派系认为，自由与社会主义并不矛盾，而且是相互依存的。与其他派系别相比，解放左翼特别关注改善工作条件，并提出实行无条件基本收入等主张。该派系反对“社会保守”政策和左翼党内部部分存在的反犹倾向，并强调个人自决权。
与其他派系不同的是，解放主义明确允许双重成员身份。该派系由一个6人协调小组领导。该派别的知名代表人物包括卡特娅·基平、克里斯托夫·斯佩尔、安妮·赫尔姆、卡伦·莱伊和莉娜·克雷克。